# Chalybion fabricator
Chalybion fabricator là một loài côn trùng cánh màng trong họ Sphecidae, thuộc chi Chalybion. Loài này được F. Smith miêu tả khoa học lần đầu tiên năm 1860.